# Simeï Ihily
Simeï Ihily est un footballeur français né le 10 avril 1959 à Lifou en Nouvelle-Calédonie.

## Biographie
Il joue notamment comme ailier gauche ou milieu de terrain au Sporting Club de Bastia où il remporte la Coupe de France en 1981. En Corse, il totalise 211 matchs en Division 1.
Par la suite, il rejoint le Nîmes Olympique en D2 pour deux saisons en 1985.

## Palmarès
- Vainqueur de la Coupe de France 1981 avec le SC Bastia

## Source
- Col., Football 84, Les guides de l'Équipe, 1983, cf. page 11.